# 薩德·拉金比爾
賽迪斯·羅·拉金比爾（英語：Thaddeus Rowe Luckinbill，1975年4月24日—）是一名美國男演員和製片人，以1999年8月至2010年11月在CBS肥皂劇《不安分的青春》中飾演J·T·赫爾斯特倫一角而聞名。後於2017年12月再次飾演該角。
2013年，他和他的雙胞胎兄弟泰倫特（Trent）及莫莉·史密斯創立了一間名為黑標傳媒的製片公司。

## 早期生活
薩德·拉金比爾出生於奧克拉荷馬州伊尼德。他還有一個同卵雙胞胎兄弟泰倫特（Trent），泰倫特晚於他12分鐘出生。泰倫特是一位住在加利福尼亞州洛杉磯的律師。拉金比爾在就讀奧克拉荷馬大學時主修商業金融科。

## 個人生活
2007年3月，拉金比爾與女演員阿梅莉雅·海莉結婚；兩人曾於肥皂劇《不安分的青春》中共同演出，且各自的角色也在劇中結婚。這也使他成為了海莉前段婚姻兒子的繼父。夫妻倆有兩個孩子，一個兒子和一個女兒。2017年3月1日，拉金比爾提出與海莉離婚，理由是「無法協調的差異」。

## 外部連結
- 薩德·拉金比爾在互联网电影资料库（IMDb）上的資料（英文）
- 薩德·拉金比爾在Enjoy Movie上的電影作品列表 （页面存档备份，存于）